# Nisitrus musicus
Nisitrus musicus är en insektsart som beskrevs av Sigfrid Ingrisch 1987. Nisitrus musicus ingår i släktet Nisitrus och familjen syrsor. Inga underarter finns listade i Catalogue of Life.